# Dennis Eberhard
Dennis Eberhard (* 1943 in Cleveland; † 25. Mai 2005 ebenda) war ein US-amerikanischer Komponist und Musikpädagoge.
Eberhard studierte am Cleveland Institute of Music, der Kent State University und der University of Illinois at Urbana-Champaign. Seine Kompositionslehrer waren Marie Martin, Frederick Coulter, Salvatore Martirano und Włodzimierz Kotoński, elektroakustische und Computermusik studierte er bei Gordon Mumma und Herbert Brün. Er unterrichtete an der University of Illinois, der Western Illinois University, der University of Nebraska, dem Oberlin Conservatory of Music und Cleveland State University und gab an weiteren Universitäten Gastvorlesungen.
Von 1969 bis 1972 arbeitete er am Experimental Music Studio der University of Illinois. 1973 reiste er nach Polen, wo sein multimediales Werk Dialogues II beim Warschauer Herbst aufgeführt wurde. Ein Rompreis ermöglichte ihm ab 1977 einen Aufenthalt an der American Academy in Rome. 1980 kehrte er in die USA zurück. Er erhielt hier Kompositionsaufträge u. a. der Cleveland Chamber Symphony des Cleveland Octet und der Cleveland Orchestra und komponierte 1990 Cadenzas & Interludes für das Internationale Musikfestival der Performers and Artists for Nuclear Disarmament (PAND) in Helsinki.
1998 spielte das Festivalorchester der PAND unter Steve Smith die Uraufführung von Prometheus Wept (August 6, August 9, 1945) zum Gedenken an die Opfer von Hiroshima und Nagasaki. 2002 reiste Eberhard nach Sankt Petersburg zur Uraufführung seines Klavierkonzertes Shadow of the Swan mit der Pianistin Halida Dinova.

## Werke
- Anamorphoses für Bläser, Klavier und Perkussion, 1967
- Paraphrases für Holzbläserquintett, 1968
- Mariner für Bläser, Perkussion, Klavichord, Tonband und lichtsensitives Klangsystem, 1969–70
- Two Poems für Klarinette und Klavier, 1970–71
- Chamber Music für zwei Perkussionisten, 1971
- Verse varied für Streichquartett, 1971
- Parody für Sopran und Instrumentalensemble, 1972
- Morphos für Bläserensemble, 1973
- Dialogues I für Klarinette, Posaune, Klavier und Lichteffekte, 1973–74
- Labyrinth für Klavier oder Klavier und Posaune, 1974
- VeilleŽs für Mezzosopran, Chöre sechs Trompeten, vier Perkussionisten und sechs verstärkte Cembali, 1974
- Dialogues II für Perkussionist, Tonband, Licht und Projektionen, 1975
- Ikona, 1975
- Marginals für Posaunenquartett und drei Streichorchestergruppen, 1976
- Janus Music für drei Orchester, 1978
- Visions of the Moon für Sopran und Instrumentalensemble, 1978
- Ephrata für vier Soloperkussionisten und Orchester, 1981
- Epodie für Violine, Viola, Cello, Perkussion und Klavier, 1982
- Especially… für Harfe solo, 1983
- Voix Célestes für präparierte Orgel und Streicher, 1983
- Night Tides für Orchester, 1983
- De Profundis für gemischten Chor, 16 Flöten, vier Hörner, Orgel und Perkussion, 1983
- Elegies für Orchester, 1985
- Lucifer Rising für Cello und Orchester, 1985
- Let the Heavens be Glad, Kantate für gemischten Chor, Orgel und Tonband, 1986
- Returning für Sologitarre, 1987
- Endgame für bläser und Streicher, 1987
- The Bells of Elsinore, 1988
- To the End of the Dreamtime für Harfe und Orchester, 1988–91
- Berceuse für Klarinette, Harfe und Streichorchester, 1989
- O Sing a New Song to God für gemischten Chor, Knabenchor und Instrumente, 1989
- Encontros (Cadenzas & Interludes) für Harfe, Violine und Cello, 1990
- Suite für Solocello, 1992
- The Bird of Four Hundred Voices für Violine und Orchester, 1992
- For the Musicians of the Queen: Fanfare and Fugues, 1994
- To Catch the Light, Songs of Grieving Children für Mezzosopran, Knabensopran, Knabenchor und Orchester, 1995
- Crooked River Oracle für Orchester, 1996
- On Celestial Wings für Violine, Kontrabass und Klavier, 1997
- Phantom Dancer für Viola solo, 1998